# Lorenzo Patané
Lorenzo Patané (Catania, 20 november 1976) is een Duitstalige Italiaanse acteur. Patané is de zoon van Siciliaanse ouders, maar groeide op in Duitsland. Hij vergaarde vooral bekendheid als Robert Saalfeld in de televisieserie Sturm der Liebe.

## Filmografie

### Series
- 1999: Ein Fall für zwei (1 afl.)
- 2001: Fabrixx (1 afl.)
- 2005–2007, 2010–2011, 2017, 2018–2023: Sturm der Liebe[1]
- 2012: Kubrick – Una Storia Porno (3 afl.)
- 2014: Il Candidato (1 afl.)

### Films
- 2004: Verflixte Begegnung im Mondschein
- 2008: Harry & Bo
- 2013: L' Ultimo Weekend
- 2013: Selene
- 2014: Child K
- 2014: The Gypsy Angel
- 2016: Italian Race
- 2016: At War with Love
- 2017: All the Money in the World
- 2018: Tatort: Kopper (tv-film)
- 2018: Tatort: Meta (tv-film)
- 2018: La promessa (kortfilm)
- 2019: Memory Island (kortfilm)